# 蒼井上鷹
蒼井 上鷹（あおい うえたか、1968年 -）は、日本の推理作家。千葉県生まれ。
大学を卒業した後、会社勤務を経て、執筆活動を開始する。2004年、短編「キリング・タイム」で第26回小説推理新人賞を受賞し、小説家デビューを果たす。2005年、短編「大松鮨の奇妙な客」が第58回日本推理作家協会賞短編部門の候補作に選ばれる。2008年、短編「堂場警部補とこぼれたミルク」が第61回日本推理作家協会賞短編部門で候補作に選ばれる。質の高い推理短編を書く作家としてその実力を認められている。

## 作品リスト

### 単行本
- 九杯目には早すぎる（2005年11月 フタバノベルス / 2009年2月 双葉文庫）
  - 収録作品：大松鮨の奇妙な客 / においます? / 私はこうしてデビューした / 清潔で明るい食卓 / タン・バタン!/ 最後のメッセージ / 見えない線 / 九杯目には早すぎる / キリング・タイム
- 出られない五人 酩酊作家R・Hを巡るミステリー（2006年9月 祥伝社ノン・ノベル / 2010年10月 祥伝社文庫）
- 二枚舌は極楽へ行く（2006年10月 フタバノベルス / 2009年3月 双葉文庫）
  - 収録作品：野菜ジュースにソースを二滴 / 値段は五千万円 / 青空に黒雲ひとつ / 天職 / 世界で一つだけの / 待つ男 / 私のお気に入り / 冷たい水が背筋に / ラスト・セッション / 懐かしい思い出 / ミニモスは見ていた / 二枚舌は極楽へ行く
- ハンプティ・ダンプティは塀の中（2006年12月 東京創元社ミステリ・フロンティア）
  - 収録作品：古書蒐集狂は罠の中 / コスプレ少女は窓の外 / 我慢大会は継続中 / アダムのママは雲の上 / 殺人予告日は二日前
- 俺が俺に殺されて（2007年6月 祥伝社ノン・ノベル / 2010年6月 祥伝社文庫）
- ホームズのいない町 13のまだらな推理（2008年3月 フタバノベルス / 2011年6月 双葉文庫）
  - 収録作品：六本のナポレオン? / 被害者は二人 / あやしい一輪車乗り / ペット探偵帰る / 第二の空き地の冒険 / 赤い○ / 五つも時計を持つ男 / 吐く人 / 四つのサイン入り本 / 銀星ちゃんがいっぱい / まだらのひもで三kg / 覆面の依頼人 / もう一本の緋色の糸
- まだ殺してやらない（2008年6月 講談社ノベルス）
- 最初に探偵が死んだ（2008年11月 実業之日本社ジョイ・ノベルス / 2011年8月 実業之日本社文庫）
- これから自首します（2009年5月 祥伝社ノン・ノベル）
- 堂場警部補の挑戦（2010年2月 創元推理文庫）
  - 収録作品：堂場警部補とこぼれたミルク / 堂場巡査部長最大の事件 / 堂場刑事の多難な休日 / 堂場IV／切実
- 11人のトラップミス（2010年5月 フタバノベルス）
  - 【改題】ロスタイムに謎解きを（2014年5月 双葉文庫）
    - 収録作品：イエローカード / トラップミス / ハンド / オウンゴール / インターセプト / アシスト / フリーキック / ヘディング / ロスタイム / レッドカード / マノン
- 人生相談始めました（2010年11月 PHP研究所）
  - 【改題】人生相談は真夜中のバーで（2013年11月 PHP文芸文庫）
- バツリスト（2010年12月 祥伝社）
- 4ページミステリー（2010年12月 双葉文庫）
  - 【改題】4ページミステリー 驚きの赤（双葉文庫）
- あなたの猫、お預かりします（2013年6月 実業之日本社文庫）
- 「幽霊」が隣で聞いている（2013年10月 祥伝社）
- 4ページミステリー 60の奇妙な事件（2015年3月 双葉文庫）
- 動物珈琲店ブレーメンの事件簿（2015年6月 実業之日本社文庫）
- 4ページミステリー 震える黒（2020年11月 双葉文庫）

### アンソロジー収録
- 大松鮨の奇妙な客 （日本推理作家協会賞短編部門候補作）
  - 日本推理作家協会編『ザ・ベストミステリーズ2005 推理小説年鑑』（2005年7月、講談社）
  - 日本推理作家協会編『隠された鍵 ミステリー傑作選』（2008年11月、講談社文庫）（上記の本を分冊文庫化したもの）
- ラスト・セッション
  - 日本推理作家協会編『ザ・ベストミステリーズ 2007 推理小説年鑑』（2007年7月、講談社）
  - 日本推理作家協会編『ULTIMATE MYSTERY 究極のミステリー、ここにあり ミステリー傑作選』（2010年4月、講談社文庫）（上記の本を分冊文庫化したもの）
- 堂場警部補とこぼれたミルク （日本推理作家協会賞短編部門候補作）
  - 日本推理作家協会編『ザ・ベストミステリーズ 2008 推理小説年鑑』（2008年7月、講談社）
  - 日本推理作家協会編『Doubt きりのない疑惑 ミステリー傑作選』（2011年11月、講談社文庫）（上記の本を分冊文庫化したもの）
- 私はこうしてデビューした
  - 日本推理作家協会編『事件の痕跡』（2007年11月、カッパ・ノベルス）
- 最後のメッセージ
  - 本格ミステリ作家クラブ編『本格ミステリ06 2006年本格短編ベスト・セレクション』 （2006年5月、講談社ノベルス）
  - 本格ミステリ作家クラブ編『珍しい物語のつくり方』 （2010年1月、講談社文庫）（上記の本を文庫化したもの）